# Axel Nordgren

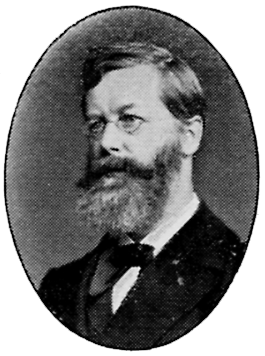
Axel Nordgren

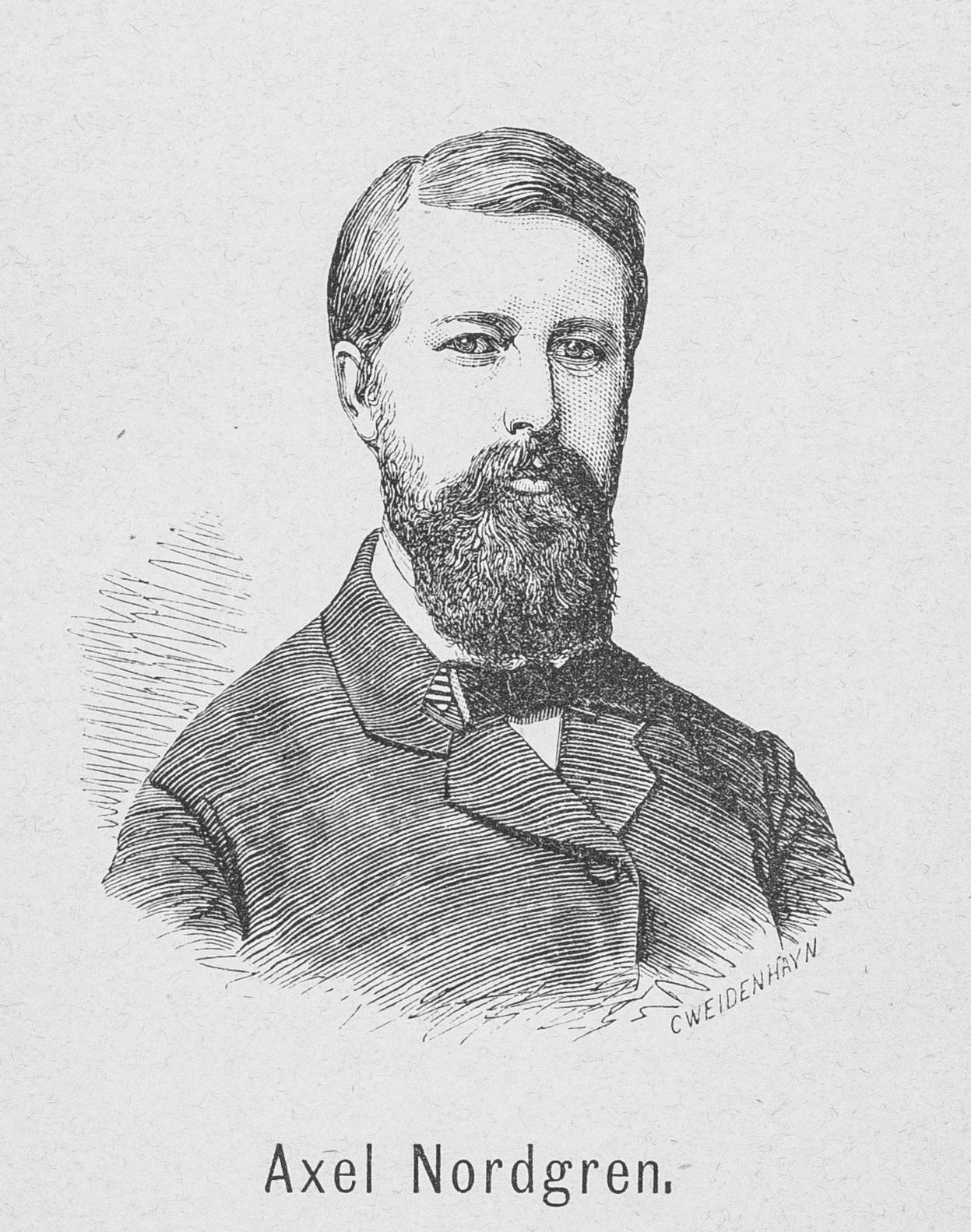
Träsnitt av Axel Nordgren 1867

Axel Wilhelm Nordgren, född 5 december 1828 i Stockholm, död 12 februari 1888 i Düsseldorf, var en svensk målare, son till Carl Vilhelm Nordgren.
Nordgren var elev vid Konstakademien och reste 1851 på dåvarande kronprinsens (Karl XV) bekostnad till Düsseldorf, där Hans Fredrik Gude blev hans lärare och där han sedan förblev bosatt. Han gjorde dock flera studieresor till hemlandet och till Norge. År 1868 blev han ledamot av Konstakademien.
Nordgren målade landskap, ofta med motiv från kusten, klippartier, vinterstämningar och månsken. Han återgav den hårda, karga naturen med sträv kraft och behärskad melankolisk känsla, ofta med ett starkt uttryck för ödslighet och ensamhet. Bland de svenska düsseldorfarna var han stämningslyrikern framför alla andra.
Bland hans arbeten märks Landskap i Westfalen (1856, Vänersborgs museum), Norskt kustlandskap (1866), Höstlandskap (1870) och Kustlandskap med stugor (alla i Nationalmuseum), Kustlandskap (1868, Göteborgs konstmuseum), Vinterskymning (Dresdengalleriet) och Skärgårdsmotiv (Düsseldorfs galleri).

## Galleri

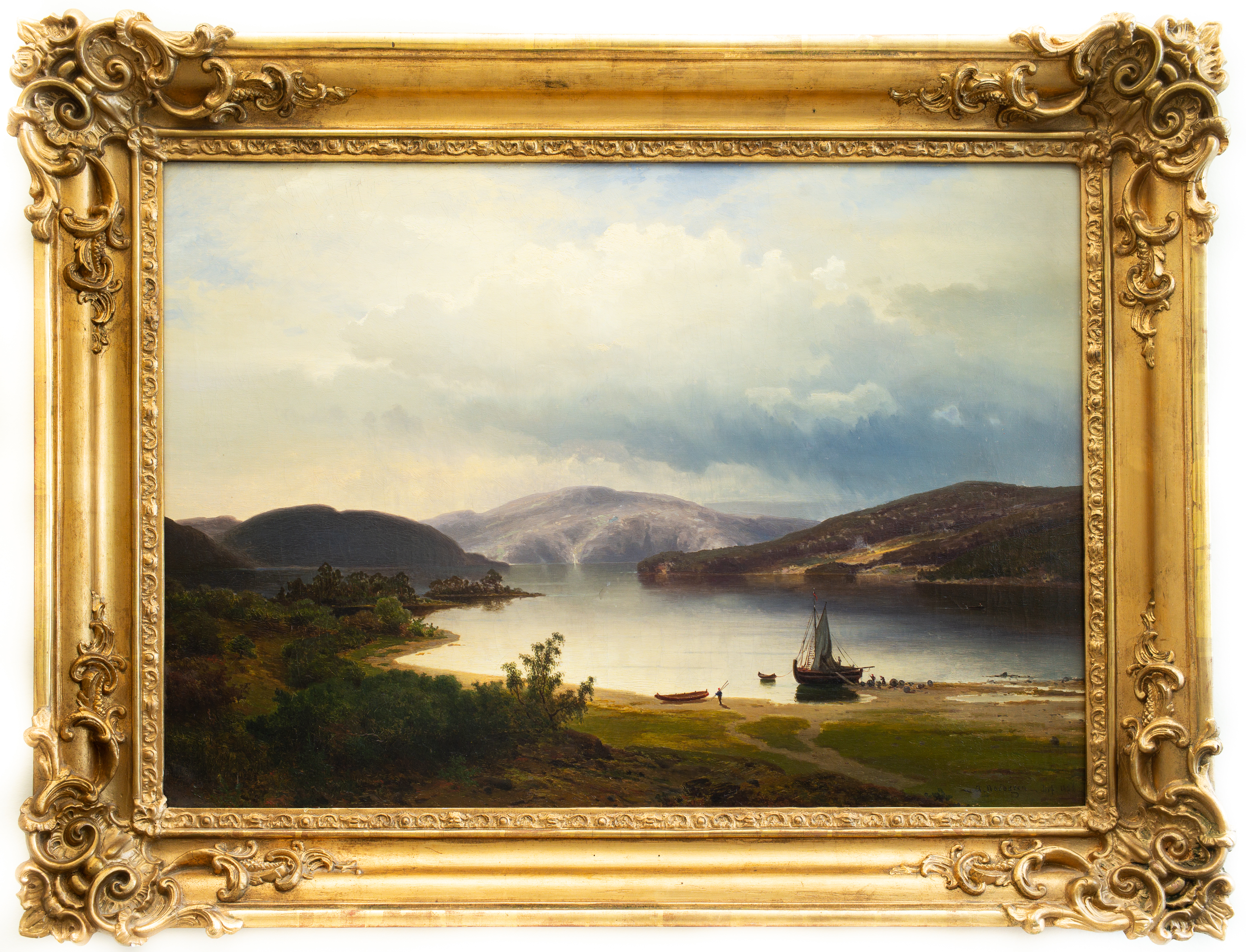
Setting Out in the Fjords, 1858
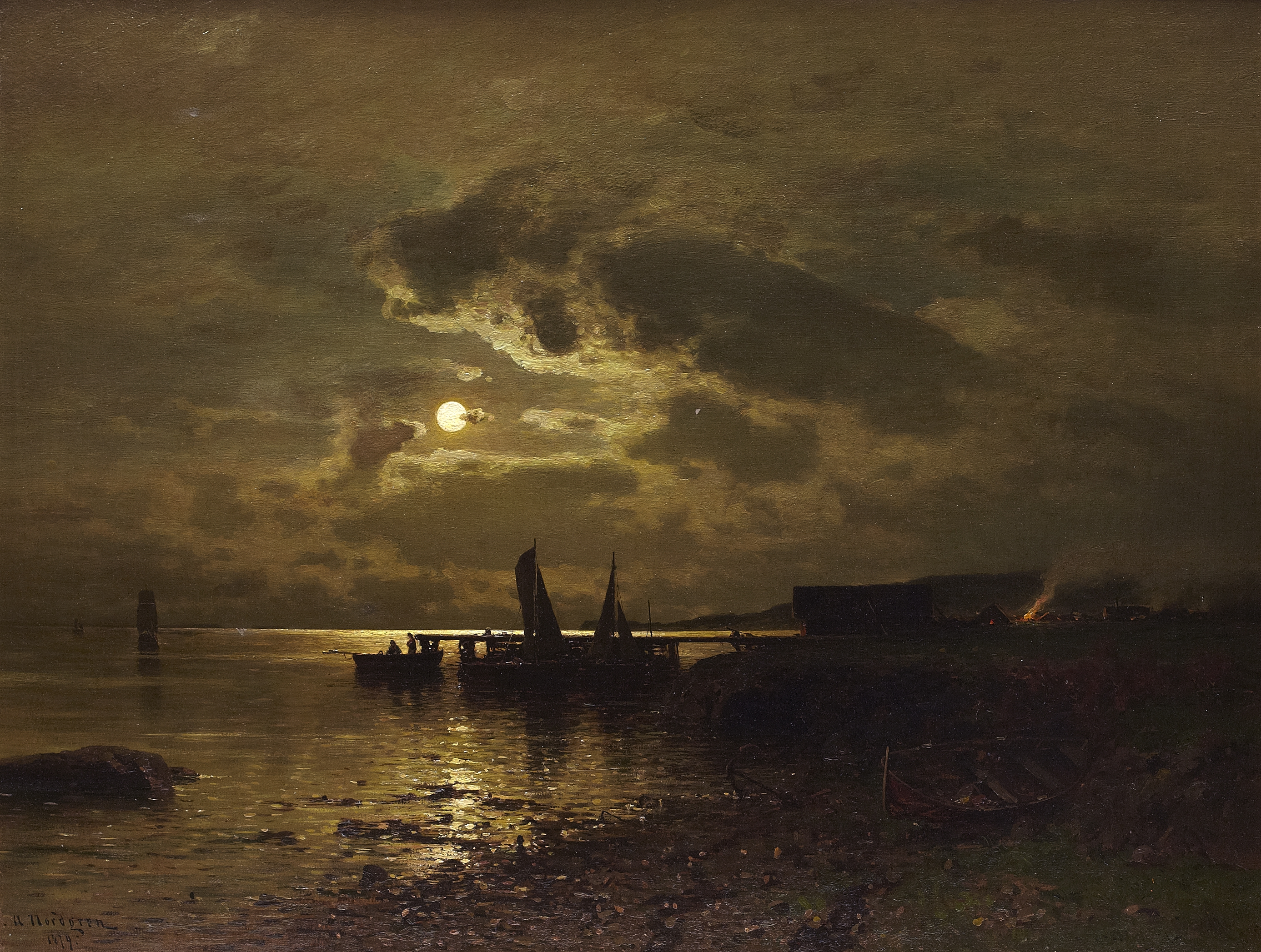
Fiskeläge i månsken (1879).